# Dobré místo
Dobré místo (v anglickém originále The Good Place) je americký komediální seriál z dílny Mika Schura, v hlavní roli s Kristen Bellovou a Tedem Dansonem. Stanice NBC objednala 13 epizod v srpnu 2015, trailer byl zveřejněn 15. května 2016. První dvojdíl seriálu měl premiéru 19. září 2016. 30. ledna 2017 byla objednána druhá řada, která měla premiéru 20. září 2017. Stanice 21. listopadu 2017 oznámila, že seriálu objednává třetí sérii, která stejně jako obě předchozí bude čítat 13 epizod.
V prosinci 2018 objednala stanice čtvrtou řadu. V červnu 2019 bylo oznámeno, že se bude jednat o finální řadu čítající 14 dílů, která měla premiéru dne 26. září 2019.

## Příběh

### První řada
Eleanor se po nehodě, při které ji zabije spadlý billboard, probouzí a zjišťuje, že vstoupila do posmrtného života. Její učitel Michael ji prozradí, že je na „Dobrém místě“ (The Good Place), protože konala dobré skutky – pomáhala nevinným lidem. Eleanor si uvědomí, že někde nastala chyba, neboť žila úplně jiný život. Uvízla ve světě, kde nelze klít, nikdy se neopije a všichni jsou vždy milí. Existuje však také „Zlé místo“ (The Bad Place), proto musí Eleanor najít způsob, jak zapadnout a neprozradit se.
Závěrem první řady je rozuzlení, že „Dobré místo“ je ve skutečnosti Michaelem navržený nový projekt „Zlého místa“ a pouze Eleanor, Chidi, Tahani a Jason jsou skutečnými lidmi na tomto místě. Tímto ovšem Michaelův plán nekončí rozhoduje se, že čtveřici zmíněných vymaže vzpomínky a projekt rozjede nanovo, aby svému šéfovi dokázal, že se věci dají dělat i jinak.

### Druhá řada
Ve druhé řadě se tak Eleanor, Chidi, Tahani a Jason vracejí zpět do sousedství 12358W, tentokrát ovšem ne jako spřízněné duše, aby celý proces trval déle. Eleanor si ovšem před restartem prostřednictvím Janet poslala vzkaz, který tak zajistí rychlý spád událostí. Celá situace zajde až tak daleko, že po 802 pokusech Vicky začne vyhrožovat Michaelovi, že ho prozradí šéfovi. Ten si myslí, že stále probíhá 2. pokus. Michael se tak musí spojit se čtverkou a pokusit se stát dobrým, aby společně s nimi mohl utéct na skutečné „Dobré místo“.
Po strastiplné cestě Michael přesvědčuje soudkyni, aby dala čtveřici ještě jednu šanci, vrátila zpět na Zemi do bodu jejich smrti s tím, že je zachrání, a budou sledovat, zda mají šanci na zlepšení a získání plusových bodů. Michael nehodlá nechat věc náhodě a nasměrovává Chidiho s Eleanor k sobě.

### Třetí řada
Po nadějném začátku se všichni opět uchylují ke svým životům a nijak se nezlepšují, Michael se tak bez vědomí soudkyně několikrát vrací na Zemi, aby všechny svedl zpět dohromady a společně s Janet jim chtějí být nápomocni. Chidi nachází novou lásku, což představuje překážku při vzájemné pomoci s Eleanor, ke všemu se na Zemi dostává také ďábel z špatného místa Trevor, který má v úmyslu vše překazit. V důsledku omylu se čtveřice dozvídá, že byli vráceni z posmrtného života, jenže tím ztrácejí možnost získat plusové body. Nakonec se Eleanor, Chidi, Tahani a Jason domluví na pomoci ostatním, aby se alespoň oni mohli dostat na „Dobré místo“. Cestu na Zemi si vytváří také Shawn, který chce za pomoci démonů všechny odvést na „Zlé místo“. Michael s Janet později zjišťují, že se systémem je něco špatně, jelikož se na „Dobré místo“ nikdo nedostal už 521 let.
Michael, Shawn a soudkyně se dohodnou na novém projektu, který by měl prokázat, jestli se lidé mohou po smrti zlepšit. Nová čtvrť má být vytvořena na „Středním místě“ (The Medium Place), jeho obyvatele má vybrat Shawn a čtvrť má vést Michael. Vše ale od začátku doprovázejí problémy, ať už vybraná čtveřice, ale také Michaelovo zhroucení v jehož důsledku musí čtvrť řídit Eleanor.

### Čtvrtá řada
Eleanor s pomocí Michaela a Janet vítá účastníky experimentu, společně s Jasnem a Tahani pracují na možných strategiích, které by na čtveřici mohli fungovat. Jelikož se Shawn pokusí projekt sabotovat dosazením démona, novým čtvrtým subjektem se stává Chidi. Eleanor je nucena dát Chidiho dohromady se Simone, která se domnívá, že je pouze v kómatu, aby toho nebylo dost, Brent je přesvědčen, že někde existuje „Nejlepší místo“ (The Best Place), kam patří.

## Obsazení

### Hlavní role
- Kristen Bellová jako Eleanor Shellstrop[1]
- Ted Danson jako Michael, architekt sousedství 12358W[1]
- Jameela Jamil jako Tahani Al-Jamil
- William Jackson Harper jako Chidi Anagonye, spřízněná duše Eleanor Shellstrop
- Manny Jacinto jako "Jianyu Li"/Jason Mendoza[8]
- D'Arcy Carden jako Janet Della-Denunzio/Bad Janet[9]

### Vedlejší role
- Adam Scott jako Trevor
- Tiya Sircar jako Vicky, v 1. sérii vystupuje jako "skutečná" Eleanor Shellstrop, ve 2. sérii pak jako Denise
- Marc Evan Jackson jako Shawn
- Maribeth Monroe jako Mindy St. Claire, obyvatelka The Medium Place
- Jason Mantzoukas jako Derek Hoffstettler, přítel Janet, kterého si kvůli Jasonovi vytvořila

## Vysílání
| Řada | Díly | Premiéra v USA | Premiéra v USA |
| Řada | Díly | První díl      | Poslední díl   |
| ---- | ---- | -------------- | -------------- |
| 1    | 13   | 19. září 2016  | 19. ledna 2017 |
| 2    | 13   | 20. září 2017  | 1. února 2018  |
| 3    | 13   | 27. září 2018  | 24. ledna 2019 |
| 4    | 14   | 26. září 2019  | 30. ledna 2020 |